# Società Sportiva Sambenedettese 1949-1950
Questa voce raccoglie le informazioni riguardanti la Società Sportiva Sambenedettese nelle competizioni ufficiali della stagione 1949-1950.

## Rosa
| N. |                   | Ruolo | Calciatore         |
| -- | ----------------- | ----- | ------------------ |
|    | Italia (bandiera) | D     | Giulio Anatò       |
|    | Italia (bandiera) | D     | Tommaso Brignone   |
|    | Italia (bandiera) | C     | Nicola Bruscantini |
|    | Italia (bandiera) | C     | Marcello Flammini  |
|    | Italia (bandiera) | C     | Aldo Grilli        |
|    | Italia (bandiera) | A     | Angelo Maruzzella  |
|    | Italia (bandiera) | A     | Animoso Matassini  |
|    | Italia (bandiera) | A     | Alfredo Notti      |
|    | Italia (bandiera) | A     | Valeriano Ottino   |
|    | Italia (bandiera) | D     | Benedetto Paci (I) |

| N. |                   | Ruolo | Calciatore            |
| -- | ----------------- | ----- | --------------------- |
|    | Italia (bandiera) | A     | Antonio Palestini (V) |
|    | Italia (bandiera) | C     | Luigi Palestini (IV)  |
|    | Italia (bandiera) | C     | Francesco Palma       |
|    | Italia (bandiera) | P     | Piero Persico         |
|    | Italia (bandiera) | A     | Dante Pignati         |
|    | Italia (bandiera) | A     | Mario Ratto           |
|    | Italia (bandiera) | C     | Sirio Santi           |
|    | Italia (bandiera) | D     | Epimerio Taffoni      |
|    | Italia (bandiera) | A     | Filippo Traini (II)   |
|    | Italia (bandiera) | A     | Antonio Vanelli       |